# Альдо Моро
А́льдо Мо́ро (італ. Aldo Moro, 23 вересня 1916, Мальє — 9 травня 1978, Рим) — італійський політик, двічі очолював уряд Італії у 1963–1969 та 1974–1976 роках, християнський демократ.

## Ранні роки
Народився в 23 вересня 1916 року в Мальє. Батьки його були педагогами. Його політична кар'єра почалася ще в період фашизму, коли країною керував Беніто Муссоліні. Навчався в університеті, де був лідером руху «Федерація католицьких студентів».

## Політична діяльність
У 1946 році обраний депутатом «Установчих зборів» і став членом «комісії 75», що розробляє проєкт конституції. Він став віце-міністром закордонних справ у п'ятому кабінеті Де Гаспері, але був проти приєднання Італії до НАТО і був прихильником співробітництва з лівими партіями. В уряді Моро очолював Християнсько-Демократичну партію. Його перший лівоцентристський кабінет був за участі соціалістів. У 1970-х роках він був автором проєкту, що отримав назву «історичний проєкт». Суть його полягала в тому, що комуністи тепер повинні були пройти і в уряд. Це був безпрецедентний крок на Заході, так як в більшості країн НАТО комуністи були відсутні в уряді ще з кінця 1940-х років. Комуністи отримали третину голосів.
Моро очолював 5 кабінетів:
- Лівоцентристський кабінет (4 грудня 1963 — 23 липня 1964);
- Кабінет (23 липня 1964 — 23 лютого 1966);
- Кабінет Моро-3 (23 лютого 1966 — 24 червня 1969)
- Кабінет (23 листопада 1974 — 10 лютого 1976),
- Кабінет (10 лютого — 29 липня 1976).

## Вбивство
15 березня 1978 року Моро був викрадений угрупованням «Червоні бригади». Його автомобіль був притиснутий до узбіччя, а сам він повезений в невідомому напрямку. Альдо Моро шукали 35 000 солдат, всюди були розставлені блокпости. Організація висувала політичні вимоги, при виконанні яких погоджувалася його звільнити. Папа римський Павло VI пропонував себе в заручники замість Моро.

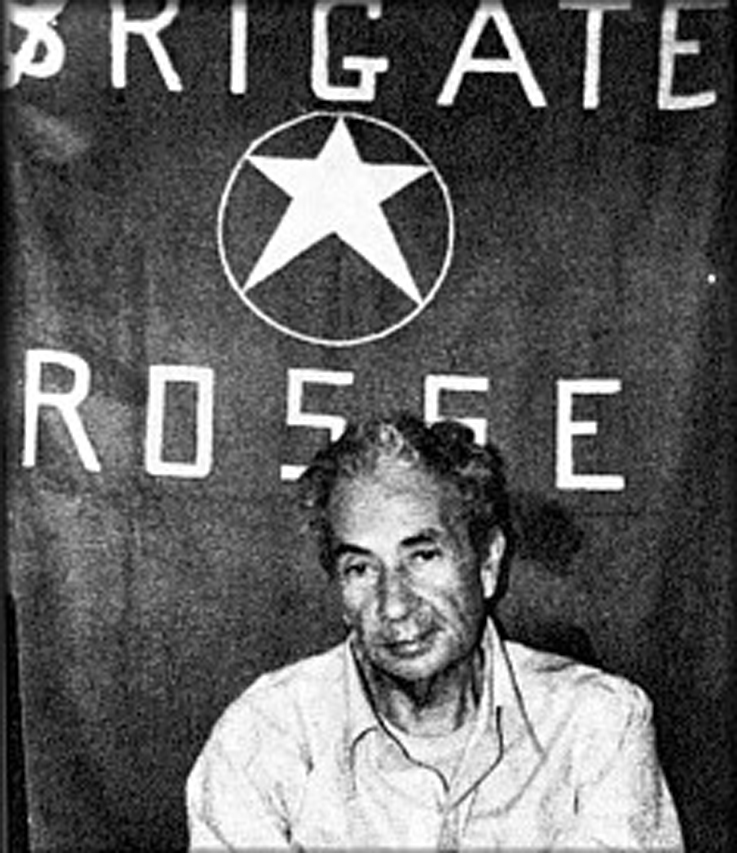
Альдо Моро в полоні у «Червоних бригад»

9 травня 1978 року в Римі в багажнику червоного «Рено», припаркованого між штаб-квартирами двох великих політичних партій, був виявлений труп Альдо Моро.

## У кінематографі
- Справа Моро / Caso Moro, Il (1986)
- Доброго ранку, ноче / Buongiorno, notte (2003)
- Площа п'яти місяців / Five moons square (2004)
- Кримінальний роман / Romanzo criminale (2005)
- Президент — Альдо Моро / Aldo Moro — Il presidente (2008)